# 阮翎
阮翎（1933年—2012年10月），本名阮慶齊，是臺灣電視公司的主持人。阮翎主持代表作品為先後與邱碧治及李明瑾合作主持的台視電視選秀節目《五燈獎》，阮翎主持期間為1972年4月至1977年12月（《田邊俱樂部——歌唱擂台》至《才藝五燈獎》）及1978年12月17日至1988年5月18日（《五燈獎》）。《五燈獎》以電腦程式報燈報分時期，阮翎兼任電腦程式設計者。
阮翎出生於1933年（民國22年），早年隨中華民國國軍來台灣，投身演藝界。2010年，阮翎因心血管疾病接受手術，不料發生併發症，陷入重度昏迷，雖然搶救回來，但必須洗腎度日，健康狀況不佳。
2012年10月初，阮翎因病去世，享壽79歲；阮翎家屬於該月17日舉辦告別式。

## 作品
主持
- 台視綜藝節目《大千世界》
- 台視綜藝節目《五燈獎》，與邱碧治和李明瑾主持
- 台視1985年台灣光復節特別節目《芬芳寶島》，與邱碧治主持
- 台視兒童節目《兒童才藝競賽》
- 台視益智節目《交誼廳》，與劉華主持
- 台視益智節目《捷足先登》